# Ashley Wright
Ashley Wright (* 7. April 1987) ist ein englischer Snookerspieler aus Grimsby. In der Saison 2007/08 war er für ein Jahr Profispieler auf der Snooker Main Tour.

## Karriere
Ashley Wright begann mit 10 Jahren mit dem Snookerspielen und trainierte von früher Jugend an mit dem ebenfalls aus Grimsby stammenden Stuart Carrington. Nach einigen Jugenderfolgen versuchte er mit 19 Jahren über die Pontin’s International Open Series 2006/07 (PIOS) die Qualifikation für die Profitour zu schaffen. Er steigerte sich langsam in den ersten Turnieren und im fünften Turnier stand er dann erstmals im Finale, wo er mit 3:6 gegen Kurt Maflin verlor. Im nächsten Turnier stand er wieder im Endspiel, Jamie O’Neill war diesmal sein Bezwinger. In den letzten beiden Turnieren verlor er aber jeweils sehr früh und so erreichte er in der Gesamtwertung nur Platz 9. Zu seinem Glück wurde Maflin in diesem Jahr aber auch Amateurweltmeister und war dadurch qualifiziert und Wright rückte dadurch auf einen der 8 freien Main-Tour-Plätze auf.
Die Profisaison 2007/08 begann dann aber erst einmal mit zwei Auftaktniederlagen gegen starke Gegner. Beim Grand Prix gelang ihm auch nur ein einziger Sieg in der Gruppenphase gegen Jamie Burnett. Somit blieben nur noch 4 Turniere, aber auch bei denen konnte er nicht überzeugen. Knapp war nur das Ergebnis bei der UK Championship, wo er mit 8:9 gegen Liang Wenbo unterlag. Der Chinese war in der Saison dreimal sein Auftaktgegner und dreimal unterlag er ihm. Damit verlor er aber auch sofort wieder seinen Profistatus und musste im nächsten Jahr wieder die PIOS-Tour spielen. Diesmal spielte er aber auch da weit weniger erfolgreich als beim ersten Mal. Es dauerte bis zum siebten Turnier, bis er mal mehr als zwei Spiele gewann. Aber im Viertelfinale schied er gegen Alfie Burden mit 0:5 aus und im letzten Turnier verlor er im Achtelfinale gegen Kurt Maflin mit 0:4.
Danach ließ er das Snooker erst einmal links liegen und schaffte sich eine berufliche Grundlage. Erst in der Saison 2011/12, nachdem zuvor die Players Tour Championship für Profis und Amateure eingeführt worden war und er auch einen Sponsor gefunden hatte, entschloss er sich zu einem zweiten Anlauf auf das Profisnooker. Bei den ersten 7 Turnieren der Players Tour Championship 2011/12 schaffte er es fünfmal durch die Amateurqualifikation in die Hauptrunde, verlor dann aber jedes Mal gegen eine Profi. Beim achten Turnier in Irland gelang ihm ein 4:0-Sieg über Marcus Campbell und ein 4:1 über Passakorn Suwannawat und erst der Weltmeister John Higgins stoppte ihn mit 4:2 in der Runde der Letzten 32. Auch bei den folgenden Antwerp Open verlor er gegen Higgins, nachdem er zuvor mit Ryan Day einen weiteren Profi geschlagen hatte. In der Tourwertung lag er am Ende unter den Amateuren aber nur auf Platz 13 und konnte sich nicht qualifizieren. Darum nahm er am Saisonende an der Q School teil. Im ersten Turnier schied er erst im Halbfinale seiner Gruppe gegen Nick Jennings aus. In den verbleibenden beiden Turnieren scheiterte er jeweils bereits im Viertelfinale an Robbie Williams bzw. Michael Wasley. Danach gab er mit 25 Jahren seine Profiambitionen auf.